# Борис Тасков
Борис Тасков Томов е български политик от Българската комунистическа партия.

## Биография

### Произход, образование и ранни години
Борис Тасков е роден на 23 септември 1901 г. в село Долна Вереница, Монтанско.
През 1921 г. става член на БРП (т.с.). Участва в Септемврийското въстание от 1923 г., след чийто разгром емигрира в Югославия. Впоследствие се завръща, но е заловен и осъден по ЗЗД на 6,5-годишен затвор за антиправителствена дейност.
Участва в Съпротивителното движение по време на Втората световна война. В периода 1941–1944 г. е член на ОК на БРП (к.) за Враца. Партизанин в Партизански отряд „Христо Михайлов“ (1944).

### Професионална кариера
Между 4 януари 1948 и 21 април 1959 г. е член на Централния комитет на БКП, когато остава само кандидат-член на Централния комитет на партията до 5 ноември 1962 г. Депутат от II и III народни събрания. От 4 март 1954 до 11 юли 1957 г. е секретар на ЦК на БКП, министър на търговията (1957–1959) и член на Политбюро на ЦК на БКП от 11 юли 1957 до 21 април 1959 г.
Изваден е от състава на Политбюро за „грубо нарушаване на партийната дисциплина и морал“. Реабилитиран е посмъртно през 1991 г. Умира на 27 април 1976 г. в София, България.